# Nociceptie
Nociceptie of pijnzin is het vermogen van een organisme om weefselbeschadiging of dreigende weefselbeschadiging waar te nemen. Het woord nociceptie komt van het latijnse woord nocere (schaden, kwetsen). Waarnemen met dit zintuig heet pijn voelen.

## Functie van nociceptie
De gevoelde pijnprikkels worden door het organisme niet als neutraal, maar als negatief ervaren (‘pijn doet zeer’). Dat heeft te maken met de functie van pijnzin voor een organisme: die functie is het nu en in de toekomst vermijden van situaties die kunnen leiden tot al dan niet ernstige weefselschade.
Om de belangrijke functie van het vermijden van toekomstige pijnervaringen te ondersteunen, wordt de situatie rond de pijnervaring goed opgeslagen in het geheugen van het organisme. Opgemerkt zij dat de pijnervaring zelve niet meer uit het geheugen oproepbaar is, maar wel de situatie waarin de pijnervaring plaatsvond. Vervelend genoeg zijn er stoornissen, waarbij er wel degelijk een echt voelbaar pijngeheugen is, zoals in het geval van fantoompijn.
Er bestaan overigens forse (meegedeelde) verschillen tussen individuen ten aanzien van de gevoelde intensiteit van de pijnperceptie, bij eenzelfde pijnprikkel. Die intensiteitsverschillen kunnen niet alleen duiden op verschillen in fysieke pijndrempelwaarde, maar ook op verschillen in psychische pijnverwerking door bijvoorbeeld gewenning, alsmede op verschillen in culturele conventies rond het uiten van pijn.

## Locatie van het pijnzintuig
De zenuwuiteinden die de pijnprikkels detecteren, zitten over vele lichaamsdelen verspreid. In die zin is nociceptie net als proprioceptie en thermoceptie een diffuus gelokaliseerd zintuig. Aan de buitenkant van het lichaam zitten de pijnzenuwen in de huid, het hoornvlies en het trommelvlies, en aan de binnenkant van het lichaam bevinden de pijnzenuwen zich in de organen (viscerale pijnzin) en in het bewegingsapparaat.
De externe pijnprikkels die via pijnzenuwen in huid, hoornvlies en trommelvlies worden doorgegeven, zijn te verdelen in stekend en dof. Stekende pijn volgt snel op de pijnprikkel en is goed lokaliseerbaar. Doffe pijn volgt vlak na de stekende pijn, en is ten opzichte van de stekende pijn minder intens en minder goed lokaliseerbaar (onbestemder). Door hun volgordelijkheid heten ze ook wel primair en secundair.
De interne pijnprikkels die via pijnzenuwen in de organen en het bewegingsapparaat worden doorgegeven zijn dof en redelijk onbestemd. Veelal neigt de pijnzin van deze binnenste lichaamsdelen uit te stralen naar haar directe lichaamsomgeving. Zo kan spierpijn leiden tot een gevoel van stramheid in het hele bespierde lichaamsdeel. Ook een wat onbestemde aanduiding als ‘buikpijn’ kan duiden op een uitstralingseffect van de pijnzin vanuit een specifiek ‘pijngevend’ orgaan in de buik naar de gehele buikholte.

## Soorten pijnprikkels
Naast een verdeling van pijnzenuwen over de buitenkant en de binnenkant van het lichaam, is er ook nog een verdeling te maken van de soorten pijnprikkels, waarin de pijnzenuwen gespecialiseerd zijn. Die soorten betreffen respectievelijk de mechanische, de thermische en de chemische pijnprikkels.
MechanischePijnprikkels worden gedetecteerd door pijnreceptoren die door forse druk worden geactiveerd. Let wel, dit zijn andere receptoren dan de gewone mechanoreceptoren, die het tastzintuig vormen. In vergelijking met de normale mechanoreceptoren hebben de mechanopijnreceptoren een hogere drempelwaarde voordat ze pulsen doorgeven.
ThermischePijnprikkels worden ontvangen door pijnreceptoren die door flinke afwijkingen van de normale lichaamstemperatuur worden geactiveerd. Ook hier geldt dat dit andere receptoren zijn dan de gewone thermoreceptoren, welke laatste het warmtezintuig vormen. Ten opzichte van de normale thermoreceptoren slaan de thermo-pijnreceptoren pas aan bij iets verder van 37 graden Celsius (°C) afwijkende temperaturen. Er zijn bijvoorbeeld thermopijnreceptoren die pulsen afvuren bij temperaturen tussen ongeveer 45 en 47 °C.
ChemischePijnprikkels komen binnen via pijnreceptoren die aanslaan door contact met een bepaalde minimumconcentratie van diverse chemische stoffen. In een zeer rokerige ruimte zijn het bijvoorbeeld verbrandingsstoffen van sigaretten die in het hoornvlies van de ogen kunnen prikken. Het pijngevoel dat men 'jeuk' noemt kan bijvoorbeeld ook prima geschaard worden onder de pijnprikkels die ontstaan door chemonociceptie van onder meer de stof histamine.